# Мамьяни, Теренцио
Теренцио Мамьяни делла Ровере (итал. Terenzio Mamiani della Rovere; 19 сентября 1799, Пезаро, Италия — 21 мая 1885, Рим, Италия) — итальянский философ

, писатель и политический деятель.

## Биография
Родился в семье Джанфранческо Мамьяни, графа Сант-Анджело-ин-Лиццола, и Виттории Монтани. Его предки некогда служили при урбинском дворе герцогов делла Ровере, вследствие чего прибавили их фамилию к своей.
Будучи двоюродным братом Джакомо Леопарди, в 1827 году во Флоренции начал сотрудничать в периодическом издании «Antologia» (ит.) и познакомился с кругом интеллектуалов, близких к кабинету Вьюссо (ит.). В 1831 году участвовал в революционном движении в Болонье и Анконе. Был министром внутренних дел во временном правительстве Объединённых итальянских провинции (февраль-апрель 1831 года).
Принимал участие в революционном движении в Романье, за что был изгнан; в 1846 году возвратился в Рим, а когда началась реакция, переселился в Пьемонт и стал профессором философии Туринского университета. Как ревностный политический сторонник Кавура, он несколько раз был министром, позже сенатором.
Сначала сторонник эмпирического метода (в своей книге «Del rinnovamente della filosofïa antica italiana», 1834), он обратился, затем, к учению о здравом смысле, а последней фазы своего развития достиг в «Confessioni di un metafisico» (Флоренция, 1865). Здесь он — платоник, утверждающий, что мы приходим, через восприятие, в непосредственное сближение с чувственными объектами, а посредством интеллекта — с идеями, являющимися в божественном разуме производящими и конечными причинами вселенной.

## Труды
- Del rinnovamente della filosofïa antica italiana
- Confessioni di un metafisico
- La religione dell’avenire
- Critica delle revelazioni
- Questioni sociali
- Il papato negli ultimi tre secoli